# Dresdner Fußballring 1902
Der Dresdener Fußballring 1902 war ein Fußballverein aus Dresden, der zwischen 1902 und 1933 existierte. Er war zudem unter dem Namen Ring-Greiling 02 Dresden bekannt. Der Verein gewann sechsmal den Gau Ostsachsen und war damit einer der erfolgreichsten Vereine aus dem Gau Ostsachsen. Im Gegensatz zum Dresdner SC und zum SV Guts Muts Dresden konnte der Verein nicht die mitteldeutschen Fußballmeisterschaft gewinnen.

## Geschichte
Nachdem der Verein im Jahr 1902 unter dem Namen Dresdener Fußballring 1902 gegründet worden war, gewann der Verein erstmals in der Saison 1912/13 den Gau Ostsachsen und qualifizierten sich für die mitteldeutschen Fußballmeisterschaften. Im Achtelfinale der spielstarken Gaue traf die Mannschaft auf VfB Leipzig. Das Spiel verloren die Dresdener mit 3:1 nach Verlängerung gegen den späteren mitteldeutschen und deutschen Meister. In der Spielzeit 1913/14 verteidigten sie die Meisterschaft im Gau Ostsachsen und nachdem sie in der ersten Runde ein Freilos erhielten, besiegten sie im Achtelfinale den Budissa Bautzen mit 4:0. Im Viertelfinale unterlagen sie dem Chemnitzer BC mit 3:2.
Sowohl in der Spielzeit 1916/17 als auch in der Spielzeit 1918/19 gewannen sie ihren Gau und erreichten in der mitteldeutschen Fußballmeisterschaft jeweils das Finale. 1916/17 setzten sie sich mit 7:0 gegen Budissa Bautzen, 7:2 gegen den Chemnitzer BC und mit 2:0 gegen den SC Erfurt durch. Im Finale trafen die Dresdener auf den Hallescher FC 1896 und verloren mit 0:2. 1918/19 setzten sie sich mit 5:2 gegen SpVgg Leipzig-Lindenau, 3:2 gegen den VfB Chemnitz und mit 2:1 gegen den VfB Leipzig durch. Im Finale trafen die Dresdener erneut auf den Hallescher FC 1896 und verloren diesmal mit 1:2.
Die fünfte und sechste Meisterschaft im Gau Ostsachsen sichte sich die Mannschaft zwischen 1920 und 1922. In der Spielzeit 1920/21 wurde die mitteldeutsche Fußballmeisterschaft als ein Turnier ausgetragen, in welchem der Dresdener Fußballring den dritten Platz hinter dem Hallescher FC 1896 und der SpVgg Leipzig-Lindenau belegte. Die mitteldeutschen Fußballmeisterschaft in der Saison 1921/22 wurde erneut als Turnier ausgetragen und die Dresdener Mannschaft belegte erneut den dritten Platz, diesmal hinter der SpVgg Leipzig-Lindenau und dem Chemnitzer BC.
In der Folgezeit konnte die Mannschaft nicht mehr an die Erfolge anknüpfen. 1930 vollzog der Fußballring eine Namensänderung in Ring-Greiling 02 Dresden. Im Jahr 1933 schloss sich der Verein mit dem SV Brandenburg 01 Dresden zu den Sportfreunden 01 Dresden zusammen.

## Bekannte Spieler
- Camillo Ugi

## Erfolge
- Finalist der mitteldeutschen Fußballmeisterschaft: 1916/17, 1918/19
- Meister des Gaues Ostsachsen: 1912/13, 1913/14, 1916/17, 1918/19, 1920/21, 1921/22